# Людовік Бааль
Людовік Бааль (фр. Ludovic Baal, нар. 24 травня 1986, Каєнна) — гвіанський французький футболіст, півзахисник. Виступав у складі національної збірної Французької Гвіани.

## Клубна кар'єра
Народився 24 травня 1986 року у Каєнні, Французька Гвіана. Має молодшого брата Лоїка, який також став футболістом і гравцем збірної.
Вихованець футбольного клубу «Ле-Ман». На початку сезону 2007/08 Бааль перейшов у дорослий склад клубу. Дебютував у стартовому складі 19 січня 2008 року в матчі Ліги 1 проти «Бордо». Свій перший професійний гол Бааль забив 17 травня 2008 року в матчі проти «Меца», де він на 75-й хвилині замінив Антоні Ле Таллека. В цілому, у своєму дебютному сезоні Бааль провів 12 матчів і забив 1 гол, а з сезону 2009/10 став основним гравцем команди. Проте за підсумками того сезону клуб вилетів до Ліги 1, де Бааль і провів наступний сезон, зігравши 37 матчів і запам'ятався як перший футболіст, який забив гол у новому домашньому стадіоні «Ле-Мана» ММАрена, відкриття якого відбулося 29 січня 2011 року. В цей день пройшли урочисті заходи на стадіоні, концертна програма та футбольний матч 21 туру Ліги 2 «Ле-Ман» — «Аяччо». З рахунком 3:0 перемогу здобули господарі поля. На матчі були присутні 24 375 глядачів, а також був присутній прем'єр-міністр Франції Франсуа Фійон. У загальній складності Бааль провів в «Ле-Мані» чотири сезони, в загальній сумі в Лізі 1 і Лізі 2 зіграв 102 матчі і забив три м'ячі.
7 червня 2011 року Бааль перейшов в «Ланс» на правах вільного агента, підписавши з клубом чотирирічний контракт. За Бааля також боролися такі клуби, як афінський АЕК, бременський «Вердер», французькі «Лілль» та «Монпельє». У клубі Бааль дебютував 22 липня в матчі Кубка французької ліги проти «Клермона», в цьому ж матчі Бааль забив свій перший гол у «Лансі». У Лізі 2 Бааль дебютував 30 липня в матчі проти «Реймса». За підсумками сезону 2013/14 клуб зайняв 2 місце і повернувся у Лігу 1, де, щоправда, одразу зайняв 20 місце і знову понизився у класі, після чого Бааль покинув клуб. У загальній складності Бааль провів у «Лансі» чотири сезони і зіграв 130 матчів у Лізі 1 та Лізі 2, забивши два м'ячі.
12 червня 2015 року Бааль підписав трирічний контракт з «Ренном» з Ліги 1. Дебютував у клубі 8 серпня 2015 року в матчі проти «Бастії», де відзначився результативною передачею на Джованні Сво. Відіграв за команду з Ренна 74 матчі в національному чемпіонаті, пропустивши зокрема майже весь сезон 2018/19 через травму.
31 липня 2019 перейшов до складу «Бреста» на правах вільного агента, де провів два сезони, взявши участь у 18 іграх Ліги 1.
14 січня 2022 року він підписав контракт з «Конкарно», за яке зіграв 11 ігор до кінця сезону у третьому дивізіоні, а надалі продовжив виступи на аматорському рівні у клубах «Сабле» та «Ле-Ман Вілларе».

## Виступи за збірну
9 червня 2012 року дебютував в офіційних матчах у складі національної збірної Французької Гвіани у товариському матчі проти збірної Суринаму (2:1). У жовтні 2012 року Бааль був викликаний в збірну для участі у матчах Карибського кубка. Перший матч в рамках кубка Бааль зіграв проти збірної Тринідаду і Тобаго (1:4). Свій перший гол за збірну Бааль забив через два дні в матчі проти збірної Ангільї (4:1). 
У складі збірної був учасником першого історичного для збірної розіграшу Золотого кубка КОНКАКАФ 2017 року у США. На турнірі Людовік зіграв у матчах проти Гондурасу (0:0) і Коста-Рики (0:3), проте його збірна зайняла останнє місце в групі
Всього провів у формі збірної Французької Гвіани 31 матч, забивши 5 голів.

## Титули і досягнення
- Володар Кубка Франції (1):

«Ренн»: 2018/19